# قائمة رؤساء أركان حرب القوات المسلحة (مصر)
رئيس أركان حرب القوات المسلحة المصرية هو الثالث في القيادة بعد القائد العام للقوات المسلحة وزير الدفاع والقائد الأعلى للقوات المسلحة رئيس الجمهورية، ويحمل عادة ثاني أعلى رتبة عسكرية «فريق»، بينما يحمل القائد العام عادة رتبة «فريق أول» أو «مشير». يندرج تحت إمرة رئيس الأركان هيئة أركان القوات البرية متمثلة في التشكيلات البرية لقوات شرق القناة التي يندرج تحت قيادتها الجيشين (الثاني والثالث) والمناطق العسكرية (المركزية والشمالية والغربية والجنوبية) والقوات البحرية والقوات الجوية وقوات الدفاع الجوي ويعاونه كذلك رؤساء هيئات القوات المسلحة (هيئة تسليح القوات المسلحة - هيئة عمليات القوات المسلحة - هيئة تدريب القوات المسلحة - هيئة تفتيش القوات المسلحة - هيئة البحوث العسكرية - هيئة القضاء العسكري - هيئة التنظيم والإدارة للقوات المسلحة - هيئة الشئون المالية للقوات المسلحة - الهيئة الهندسية للقوات المسلحة - هيئة الإمداد والتموين للقوات المسلحة)
ويكون رئيس الأركان هو المسئول أمام القائد العام عن واجب قيادة قواته داخل وخارج البلاد، وينحصر دوره في الجانب الفني العسكري، ويكون تابعا من الناحية التنظيمية للدولة لوزير الدفاع وهو منصب سياسي يهتم بتجهيز القوات وإدارة مواردها المالية وتنظيم العلاقة بين الجيش كمؤسسة وباقي وزارات الدولة.

## القائمة
| الرقم | الرتبة عند التعيين | الاسم                     | الفترة                                 | القائد العام | وزير الحربية / الدفاع | ملاحظات |
| ----- | ------------------ | ------------------------- | -------------------------------------- | --- | --- | --- |
| 1     | لواء               | محمد إبراهيم سليم         | من: 9 سبتمبر 1952 حتى: 8 مايو 1959     | محمد نجيب (24 يوليو 1952 – 18 يونيو 1953) | محمد نجيب (8 سبتمبر 1952 – 18 يونيو 1953) | - قام بتأسيس الكلية الفنية العسكرية. - عُين بعدئذٍ وزير دولة للشؤون الحربية. - عُين لاحقًا وزيرًا للإنتاج الحربي.:89 |
| 1     | لواء               | محمد إبراهيم سليم         | من: 9 سبتمبر 1952 حتى: 8 مايو 1959     | محمد نجيب (24 يوليو 1952 – 18 يونيو 1953) | عبد اللطيف البغدادي (18 يونيو 1953 – 17 أبريل 1954) | - قام بتأسيس الكلية الفنية العسكرية. - عُين بعدئذٍ وزير دولة للشؤون الحربية. - عُين لاحقًا وزيرًا للإنتاج الحربي.:89 |
| 1     | لواء               | محمد إبراهيم سليم         | من: 9 سبتمبر 1952 حتى: 8 مايو 1959     | عبد الحكيم عامر (18 يونيو 1953 – 11 يونيو 1967) | | - قام بتأسيس الكلية الفنية العسكرية. - عُين بعدئذٍ وزير دولة للشؤون الحربية. - عُين لاحقًا وزيرًا للإنتاج الحربي.:89 |
| 1     | لواء               | محمد إبراهيم سليم         | من: 9 سبتمبر 1952 حتى: 8 مايو 1959     | حسين الشافعي (17 أبريل 1954 – 31 أغسطس 1954) | | - قام بتأسيس الكلية الفنية العسكرية. - عُين بعدئذٍ وزير دولة للشؤون الحربية. - عُين لاحقًا وزيرًا للإنتاج الحربي.:89 |
| 1     | لواء               | محمد إبراهيم سليم         | من: 9 سبتمبر 1952 حتى: 8 مايو 1959     | عبد الحكيم عامر (31 أغسطس 1954 – 29 سبتمبر 1962) | | - قام بتأسيس الكلية الفنية العسكرية. - عُين بعدئذٍ وزير دولة للشؤون الحربية. - عُين لاحقًا وزيرًا للإنتاج الحربي.:89 |
| 2     | فريق               | علي عامر                  | من: 9 مايو 1959 حتى: 24 مارس 1964      | - كان قائد القوات العربية المشتركة. | | |
| 2     | فريق               | علي عامر                  | من: 9 مايو 1959 حتى: 24 مارس 1964      | - كان قائد القوات العربية المشتركة. | عبد الوهاب البشري (29 سبتمبر 1962 – 10 سبتمبر 1966) | |
| 3     | فريق               | محمد فوزي حاخوا           | من: 24 مارس 1964 حتى: 10 يونيو 1967    | - كان مديرًا للكلية الحربية المصرية. - رقي لاحقاً إلى فريق أول وعين وزيراً للحربية.:81 | | |
| 3     | فريق               | محمد فوزي حاخوا           | من: 24 مارس 1964 حتى: 10 يونيو 1967    | - كان مديرًا للكلية الحربية المصرية. - رقي لاحقاً إلى فريق أول وعين وزيراً للحربية.:81 | شمس الدين بدران (10 سبتمبر 1966 – 18 يونيو 1967) | |
| 4     | فريق               | عبد المنعم رياض           | من: 11 يونيو 1967 حتى: 9 مارس 1969     | محمد فوزي حاخوا (11 يونيو 1967 – 14 مايو 1971) | - قُتل أثناء حرب الاستنزاف. - منح رتبة فريق أول بعد استشهاده. | |
| 4     | فريق               | عبد المنعم رياض           | من: 11 يونيو 1967 حتى: 9 مارس 1969     | محمد فوزي حاخوا (11 يونيو 1967 – 14 مايو 1971) | - قُتل أثناء حرب الاستنزاف. - منح رتبة فريق أول بعد استشهاده. | عبد الوهاب البشري (19 يونيو 1967 – 22 يوليو 1967) |
| 4     | فريق               | عبد المنعم رياض           | من: 11 يونيو 1967 حتى: 9 مارس 1969     | محمد فوزي حاخوا (11 يونيو 1967 – 14 مايو 1971) | - قُتل أثناء حرب الاستنزاف. - منح رتبة فريق أول بعد استشهاده. | محمد فوزي حاخوا (24 يناير 1968 – 14 مايو 1971) |
| 5     | فريق               | أحمد إسماعيل علي          | من: 10 مارس 1969 حتى: 11 سبتمبر 1969   | محمد فوزي حاخوا (11 يونيو 1967 – 14 مايو 1971) | - كان رئيسًا لهيئة عمليات القوات المسلحة. - عُزل من منصبه بعد حادثة الزعفرانة. - عاد لاحقًا وأصبح مديرًا لجهاز المخابرات العامة المصرية. - رُقِّي إلى رتبة فريق أول وعين وزيرًا للحربية أثناء حرب أكتوبر، وخرج من الخدمة وهو برتبة مشير. | |
| 6     | لواء               | محمد صادق                 | من: 11 سبتمبر 1970 حتى: 11 مايو 1971   | محمد فوزي حاخوا (11 يونيو 1967 – 14 مايو 1971) | - كان مديرًا للمخابرات الحربية. - رقي لاحقاً إلى رتبة فريق أول، وعين وزيراً للحربية. | |
| 7     | فريق               | سعد الشاذلي               | من: 14 مايو 1971 حتى: 12 ديسمبر 1973   | محمد صادق (14 مايو 1971 – 26 أكتوبر 1972) | محمد صادق (14 مايو 1971 – 26 أكتوبر 1972) | - أسس سلاح المظلات في مصر. - كان قائدًا للقوات الخاصة أثناء حرب الاستنزاف. - كان قائدًا لمنطقة البحر الأحمر العسكرية. - صاحب خطة المآذن العالية التي تحولت لاحقًا إلى العملية بدر لعبور قناة السويس. - كان رئيس الأركان أثناء حرب أكتوبر. - أصبح سفيرًا لمصر في المملكة المتحدة ثم البرتغال. |
| 7     | فريق               | سعد الشاذلي               | من: 14 مايو 1971 حتى: 12 ديسمبر 1973   | أحمد إسماعيل علي (26 أكتوبر 1972 – 25 ديسمبر 1974) | | - أسس سلاح المظلات في مصر. - كان قائدًا للقوات الخاصة أثناء حرب الاستنزاف. - كان قائدًا لمنطقة البحر الأحمر العسكرية. - صاحب خطة المآذن العالية التي تحولت لاحقًا إلى العملية بدر لعبور قناة السويس. - كان رئيس الأركان أثناء حرب أكتوبر. - أصبح سفيرًا لمصر في المملكة المتحدة ثم البرتغال. |
| 8     | فريق               | محمد عبد الغني الجمسي     | من: 12 ديسمبر 1973 حتى: 26 ديسمبر 1974 | - كان رئيس هيئة تدريب القوات المسلحة. - كان مديرًا للمخابرات الحربية. - كان رئيس هيئة العمليات أثناء حرب أكتوبر. - رقي لاحقا إلى رتبة فريق أول وعين وزيراً للحربية، ومنح رتبة مشير بعد خروجه من الخدمة. | | |
| 9     | فريق               | محمد علي فهمي             | من: 28 ديسمبر 1974 حتى: 4 أكتوبر 1978  | محمد عبد الغني الجمسي (28 ديسمبر 1974 – 5 أكتوبر 1978) | محمد عبد الغني الجمسي (28 ديسمبر 1974 – 5 أكتوبر 1978) | - كان أول قائد لقوات الدفاع الجوي، وقائدًا لها أثناء حرب أكتوبر. - منح رتبة فريق أول عام 1979 عقب خروجه من الخدمة، ثم منح لاحقاً رتبة المشير عام 1993. |
| 10    | لواء               | أحمد بدوي                 | من: 5 أكتوبر 1978 حتى: 14 مايو 1980    | كمال حسن علي (5 أكتوبر 1978 – 14 مايو 1980) | كمال حسن علي (5 أكتوبر 1978 – 14 مايو 1980) | - كان قائد الفرقة 7 مشاة أثناء حرب أكتوبر ثم عُيِّن لاحقًا قائدًا للجيش الثالث الميداني. - كان رئيس هيئة تدريب القوات المسلحة. - رقي لاحقاً إلى رتبة فريق أول وعين وزيراً للدفاع، ومنح رتبة مشير بعد وفاته.:113 - قُتل في حادث اصطدام مروحية مع بعض الضباط الآخرين.                              |
| 11    | فريق               | محمد عبد الحليم أبو غزالة | من: 17 مايو 1980 حتى: 3 مارس 1981      | أحمد بدوي (14 مايو 1980 – 2 مارس 1981) | أحمد بدوي (14 مايو 1980 – 2 مارس 1981) | - كان قائد مدفعية الجيش الثاني أثناء حرب أكتوبر. - كان مديرًا للمخابرات الحربية. - رقي لاحقاً إلى رتبة فريق أول وعين وزيراً للدفاع، وخرج من الخدمة وهو برتبة مشير. |
| 12    | فريق               | عبد رب النبي حافظ         | من: 4 مارس 1981 حتى: 16 يوليو 1983     | محمد عبد الحليم أبو غزالة (4 مارس 1981 – 15 أبريل 1989) | محمد عبد الحليم أبو غزالة (4 مارس 1981 – 15 أبريل 1989) | - كان قائد الفرقة 16 مشاة أثناء حرب أكتوبر. - كان قائد الجيش الثاني الميداني ثم رئيس هيئة العمليات. |
| 13    | فريق               | إبراهيم العرابي           | من: 16 يوليو 1983 حتى: 13 أكتوبر 1987  | محمد عبد الحليم أبو غزالة (4 مارس 1981 – 15 أبريل 1989) | محمد عبد الحليم أبو غزالة (4 مارس 1981 – 15 أبريل 1989) | - كان قائد الفرقة 21 مدرعة أثناء حرب أكتوبر. - كان قائد الجيش الثاني الميداني ثم رئيس هيئة العمليات. - أصبح رئيسًا للهيئة العربية للتصنيع. |
| 14    | فريق               | صفي الدين أبو شناف        | من: 13 أكتوبر 1987 حتى: 20 مايو 1991   | محمد عبد الحليم أبو غزالة (4 مارس 1981 – 15 أبريل 1989) | محمد عبد الحليم أبو غزالة (4 مارس 1981 – 15 أبريل 1989) | - كان رئيسًا لجهاز الاستطلاع بالقوات المسلحة. - كان رئيسًا لهيئة التنظيم والإدارة بالقوات المسلحة. - كان قائد الجيش الثاني الميداني. |
| 14    | فريق               | صفي الدين أبو شناف        | من: 13 أكتوبر 1987 حتى: 20 مايو 1991   | يوسف صبري أبو طالب (15 أبريل 1989 – 20 مايو 1991) | | - كان رئيسًا لجهاز الاستطلاع بالقوات المسلحة. - كان رئيسًا لهيئة التنظيم والإدارة بالقوات المسلحة. - كان قائد الجيش الثاني الميداني. |
| 15    | فريق               | صلاح حلبي                 | من: 20 مايو 1991 حتى: 30 أكتوبر 1995   | محمد حسين طنطاوي (20 مايو 1991 – 12 أغسطس 2012) | محمد حسين طنطاوي (20 مايو 1991 – 12 أغسطس 2012) | - كان قائد الجيش الثالث الميداني. - أصبح رئيسًا للهيئة العربية للتصنيع. |
| 16    | فريق               | مجدي حتاتة                | من: 31 أكتوبر 1995 حتى: 31 أكتوبر 2001 | محمد حسين طنطاوي (20 مايو 1991 – 12 أغسطس 2012) | محمد حسين طنطاوي (20 مايو 1991 – 12 أغسطس 2012) | - كان قائدًا للجيش الثاني الميداني وقائدًا للحرس الجمهوري. - أصبح رئيسًا للهيئة العربية للتصنيع. |
| 17    | فريق               | حمدي وهيبة                | من: 31 أكتوبر 2001 حتى: 29 أكتوبر 2005 | محمد حسين طنطاوي (20 مايو 1991 – 12 أغسطس 2012) | محمد حسين طنطاوي (20 مايو 1991 – 12 أغسطس 2012) | - كان قائدًا للجيش الثاني الميداني. - أصبح رئيسًا للهيئة العربية للتصنيع. |
| 18    | فريق               | سامي عنان                 | من: 30 أكتوبر 2005 حتى: 12 أغسطس 2012  | محمد حسين طنطاوي (20 مايو 1991 – 12 أغسطس 2012) | محمد حسين طنطاوي (20 مايو 1991 – 12 أغسطس 2012) | - كان قائدًا لقوات الدفاع الجوي. - كان رئيس أركان حرب القوات المسلحة أثناء ثورة 25 يناير وفترة حكم المجلس الأعلى للقوات المسلحة. - أصبح مستشارًا لرئيس الجمهورية. |
| 19    | فريق               | صدقي صبحي                 | من: 12 أغسطس 2012 حتى: 27 مارس 2014    | عبد الفتاح السيسي (12 أغسطس 2012 – 26 مارس 2014) | عبد الفتاح السيسي (12 أغسطس 2012 – 26 مارس 2014) | - كان قائدًا للجيش الثالث الميداني. - رقي لاحقاً إلى رتبة فريق أول وعين وزيراً للدفاع. - أصبح مساعد رئيس الجمهورية لشؤون الدفاع. |
| 20    | فريق               | محمود إبراهيم حجازي       | من: 27 مارس 2014 حتى: 28 أكتوبر 2017   | صدقي صبحي (27 مارس 2014 – 5 يونيو 2018) | صدقي صبحي (27 مارس 2014 – 5 يونيو 2018) | - كان قائدًا للمنطقة الغربية العسكرية. - كان رئيسًا لهيئة التنظيم والإدارة بالقوات المسلحة. - كان مديرًا للمخابرات الحربية. - أصبح مستشارًا لرئيس الجمهورية. |
| 21    | فريق               | محمد فريد حجازي           | من: 28 أكتوبر 2017 حتى: 27 أكتوبر 2021 | صدقي صبحي (27 مارس 2014 – 5 يونيو 2018) | صدقي صبحي (27 مارس 2014 – 5 يونيو 2018) | - كان قائدًا للجيش الثاني الميداني. |
| 21    | فريق               | محمد فريد حجازي           | من: 28 أكتوبر 2017 حتى: 27 أكتوبر 2021 | محمد زكي (14 يونيو 2018 – 3 يوليو 2024) | | - كان قائدًا للجيش الثاني الميداني. |
| 22    | فريق               | أسامة عسكر                | من: 27 أكتوبر 2021 حتى: 3 يوليو 2024   | - كان رئيسًا لهيئة العمليات. | | |
| 23    | فريق               | أحمد فتحي خليفة           | من: 3 يوليو 2024 حتى الآن              | عبد المجيد صقر (3 يوليو 2024 - حتى الآن) | عبد المجيد صقر (3 يوليو 2024 - حتى الآن) | - كان رئيسًا لهيئة العمليات. |

## تعليقات
- عدد رؤساء الأركان الذين شغلوا لاحقاً منصب وزير الحربية/الدفاع: 7 (محمد فوزي حاخوا، أحمد إسماعيل علي، محمد صادق، محمد عبد الغني الجمسي، أحمد بدوي، محمد عبد الحليم أبو غزالة، صدقي صبحي)
- عدد رؤساء الأركان الذين منحوا لاحقاً رتبة مشير: 6 (أحمد إسماعيل علي «في الخدمة»، محمد عبد الغني الجمسي «فخرياً»، محمد علي فهمي «فخري»، محمد عبد الغني الجمسي «فخري»، أحمد بدوي «فخري»، محمد عبد الحليم أبو غزالة «في الخدمة»)

## وصلات خارجية
- موقع وزارة الدفاع المصرية